# Música clásica indostaní
La música clásica indostaní (hindi: हिन्दुस्तानी शास्त्रीय संगीत, urdu: ہندوستانی شاستریہ سنگیت) es el estilo de música clásica del norte de la India.
Es una tradición que se creó a partir de la síntesis del canto védico, de la tradición persa Musiqi-e assil y de tradiciones folclóricas de la región. Esta música es interpretada tanto por indios musulmanes como por indios hinduistas. Este arte ha estado evolucionando desde el siglo XII, en lo que es ahora el norte de la India, Bangladés, y Pakistán, y también en Nepal y Afganistán, y es ahora una de las dos principales ramas de la música clásica de la India, siendo la otra rama la música carnática, que se desarrolló en el sur de la India. Igual que toda música india, los conceptos claves son la raga, o la escala, y la tala, o el ritmo. 
Además de la voz humana, los instrumentos representativos son:
- de cuerda pulsada: vina, sitar, sarod, surbahar, surshringar, tambura y santur.
- de cuerda frotada: sarangi, dilruba y violín.
- de viento: bansuri, shehnai, armonio y samvadini.
- de percusión: tabla y pakhawaj.